# Hartford, Cambridgeshire
Hartford är en stadsdel i Huntingdon, i civil parish Huntingdon, i distriktet Huntingdonshire, i grevskapet Cambridgeshire i England. Hartford var en civil parish fram till 1935 när blev den en del av Huntingdon, Houghton and Wyton och Kings Ripton. Civil parish hade 464 invånare år 1931. Byn nämndes i Domedagsboken (Domesday Book) år 1086, och kallades då Hereforde.